# Cheap Thrills
Cheap Thrills é o segundo álbum da banda de rock Big Brother and the Holding Company, lançado em 1968, e o último álbum de Janis Joplin como vocalista principal da banda. O álbum tem três músicas gravadas ao vivo e vendeu cerca de um milhão de cópias. A capa do disco foi desenhada por Robert Crumb, famoso artista do movimento underground comix.

## Gravação
O Big Brother conseguiu bastante atenção depois de sua apresentação no Monterey Pop Festival, no verão de 1967, e pouco depois lançou seu disco de estreia, Big Brother & the Holding Company. Apesar do sucesso repentino, o álbum não teve sucesso, mal alcançando a 60ª posição nas paradas, apesar da´canção Down On Me ficar nas 50 primeiras posições entre as mais tocadas. A Columbia Records ofereceu novo contrato à banda, mas o acordo levou meses até poder ser concluído, já que eles se encontravam sob contrato com a Mainstream Records, onde gravaram este primeiro álbum.
Cheap Thrills tem a apresentação da banda ao público feita por Bill Graham, famoso empresário de concertos de rock e arredantário do The Fillmore Auditorium, onde ela foi gravada, logo ao início da primeira música, Combination of the Two, um rock onde a voz possante de Janis Joplin se destaca, que junto com I Need a Man to Love e Ball and Chain, com duração de quase dez minutos, são as três músicas gravadas ao vivo. O álbum na verdade pouco captura o clima e o som das energéticas apresentações da banda ao vivo.

### Capa e título
A capa do álbum foi desenhada pelo cartunista Robert Crumb, ligado ao underground americano dos anos 60, depois que a primeira ideia da banda, com todos os integrantes nus numa cama, foi vetada pela gravadora. A intenção de Crumb era usar os desenhos na contracapa com um retrato de Janis na capa. Mas a cantora, fã dos quadrinhos do cartunista e da capa desenhada por ele, pediu à Columbia que colocasse os desenhos na própria capa.. A capa, que tornou-se extremamente popular, ocupa a nona posição entre as 100 melhores capas de álbuns de todos os tempos, na avaliação feita pelos leitores da revista Rolling Stone.
Inicialmente o álbum teria o nome de Sex, Dope and Cheap Thrills (Sexo, Narcóticos e Emoções Baratas), mas o título também não foi aceito pela gravadora, prevalecendo apenas a última parte dele.

## Sucesso e reconhecimento
O disco foi lançado no verão de 1968, um ano depois de seu álbum de estreia e chegou ao número um da parada da Billboard depois de dois meses, em outubro, ficando oito semanas não-consecutivas no primeiro lugar. A canção Piece of My Heart também tornou-se um grande sucesso avulso. No fim do ano, Cheap Thrills tinha se tornado o lançamento mais bem sucedido de 1968, com cerca de um milhão de cópias vendidas. O grande sucesso da banda, porém, foi curto, com saída de Janis Joplin, para uma carreira solo,  e do guitarrista e compositor Sam Andrew em dezembro do mesmo ano.
Em 2003, ele foi considerado o 334º melhor álbum de todos os tempos na lista dos 500 maiores álbuns da revista Rolling Stone e é sempre lembrado e cultuado como uma das maiores gravações dos anos 60.

## Faixas

### Original (LP)
Lado A
1. "Combination of the Two" (Sam Andrew) – 5:47
2. "I Need a Man to Love" (Sam Andrew, Janis Joplin) – 4:54
3. "Summertime" (George Gershwin, Ira Gershwin, DuBose Heyward) – 4:00
4. "Piece of My Heart" (Bert Berns, Jerry Ragovoy) – 4:15

Lado B
1. "Turtle Blues" (Janis Joplin) – 4:22
2. "Oh, Sweet Mary" (Peter Albin, Andrew, David Getz, James Gurley, Janis Joplin) – 4:16
3. "Ball and Chain" (Big Mama Thornton) – 9:02

A reedição em Cd tem as faixas bônus
1. "Roadblock" (Janis Joplin, Peter Albin ) (studio outtake)
2. "Flower in the Sun" ( Sam Andrew )(estúdio)
3. "Catch Me Daddy" ( Peter Albin, Sam Andrew, David Getz, James Gurley, Janis Joplin )(ao vivo)
4. "Magic of Love" ( M. Spoelstra )(ao vivo)

## Músicos participantes
- Janis Joplin - Vocal
- Sam Andrew - Guitarra e baixo / Vocais em "Combination Of The Two" e "Oh Sweet Mary"
- James Gurley - Guitarra
- Peter  Albin - Baixo e guitarra
- Dave Getz - Bateria
- John Simon - Piano em "Turtle Blues"